# 閩平漁事件
閩平漁5540號事件是1990年7月21日，臺灣警備總司令部（警总）将76名福建渔民逮捕并封舱遣返，致使25人缺氧死亡之事件。閩平漁5202號事件，是1990年8月11日，臺灣警備總司令部将50名漁民装船遣返，其后因碰撞发生船难之事件。两次事件可统称閩平漁事件。
7月14日，中華民國海軍在臺北縣馬崗外海截獲閩平漁5540號，臺灣警总指其供船員偷渡，福州市公安局則指其為从事边界贸易的船隻。7月21日，警总用原漁船將76名渔民強制遣返，由中華民國國軍護送至臺灣海峽中線，後漁船自行航返；抵福州市平潭县後，發現25人死亡（死者集中在五艙中的兩艙，這兩艙僅1人存活），法醫鑑定為缺氧致死。兩岸對死因的說法差異巨大，互相質疑對方調查。福州市公安局指控臺灣警總草率將部份船艙釘住，令其內漁民缺氧，是極不人道的遣返；臺灣警備總司令部則自辯處置無不當，憑證供推斷死因是偷渡失敗的漁民在船內械鬥。两岸輿論大嘩，冲击海峡两岸关系。
8月11日，臺灣警備總司令部再強制50名偷渡客由閩平漁5202號遣返，由海軍護送至中線。臺灣警備總司令部指控漁船駕駛趁夜間故意駛向護送軍艦，導致漁船被撞斷成兩截沈沒，獲救的29人則出面指控海軍有意拖延搜救，致使21人未被尋獲（死亡）。為防類似事件再發生，两岸红十字会签署《金門協議》以保证双方人员移交的安全。

## 背景

### 大陸偷渡客
上世紀80年代中期，中國大陸東南沿海出現一股偷渡潮。早期，海峽兩岸對於「偷渡」問題之處理，幾乎沒有任何合作的情況。因為早期偷渡客之處理係由中華民國警備總部主管，當時查獲中國大陸偷渡客，經必要的偵訊程序後，即以「原船」遣返大陸，由於兩岸完全不接觸，只能單方面實施遣返作業，以致中國大陸偷渡客即使在台被捕，遣返時，只要選一個偏僻的海邊上岸，即可避開警察，神不知鬼不覺地自行返家。
1987年，時任中華民國總統蔣經國正式宣布「開放大陸探親」。台湾《青年日報》報道，思鄉情切的老兵們帶著電視機與金飾，前仆後繼地奔回大陸，讓隔絕近40年的大陸人驚覺台灣經濟之發達，更致偷渡客人數的激增。國立政治大學的研究表示，早期偷渡犯以男性佔絕大多數，除了做粗工、廠工，還有被稱為「大圈仔」的亡命之徒摻雜其中，由於有不少人具軍事背景，偷渡至台、港兩地後充當殺手、強盜，一度引發台、港兩地社會震驚與不安。時任臺灣警備總司令部總司令周仲南表示，解嚴以後大陸人大批偷渡來台的企圖值得推敲。因為一方面偷渡的人百分之九十以上從福建平潭出發。另外，在捕獲的大陸偷渡漁船中發現很多走私品，其中包括毒品、工業炸藥及武器。以手槍來說，據內政部警政署統計，1989年喪命非法走私槍枝者共有九十四人，其中八十九人死於大陸製造的「紅星」、「黑星」下。而據被捕者供述的偷渡原因中，打工者只佔百分之五十七，走私者却佔百分之四十二，其中還有不少人經偵訊單位發現供詞疑點頗多，使其動機存疑。
俗稱「靖廬」的大陸地區人民處理中心經常爆滿。新竹「靖廬」最多時同時收容逾1200名偷渡客，甚至有人連續偷渡5次，義無反顧前赴台灣。資深刑警回憶，早年臺北市政府警察局查獲偷渡者後，因靖廬常爆滿沒法送入，只好先安置在警察局拘留所，中山分局拘留所甚至曾因收容人數爆滿，發生鬧房事件。
公視报导称，台湾每處理一位偷渡客約需花費公帑約十萬台幣。而採取原船遣返方式，屢發生船員不願返回大陸之情形，如待船開出基隆港後，即改航至宜蘭上岸，或由宜蘭航行至他處再跳船上岸。台灣執行單位其后採用集中五十名以上大陸偷渡客之後，統籌一艘漁船遣返，又為防止航行途中為爭奪返家航道的鬥毆或改航他處，於是將多數人封艙拘禁於船艙後再遣送出海。台湾方面称“行之有年、尚稱順利”。

### 台灣黑帮
大陆《青岛日报》则称，台湾黑社会見到了這個法外之地，借由「開放大陸探親」政策潜入大陆，并在大陆发生了黑帮火并。吴桐潭、黄鸿寓等黑道势力成为大陆公安机关重点追捕对象，自然黑社会也介入了偷渡活动，大陆及台湾的偷渡蛇头为牟取厚利，花言巧语引诱大陆一些人到台湾去，一些人不走正道去偷渡。

## 閩平漁5540號事件

### 经过

#### 台灣方面表述
1990年7月14日凌晨1時50分。閩平漁5540號漁船在馬崗外海一浬處被海軍查獲。警总方面指，該船駕駛艙當時噴寫船名為「經燕五五八一號」，曾因偷渡被台灣查獲兩次，船東將船重漆改名。
7月21日下午1時46分，警總將76名大陸偷渡客集中於原漁船，除13人於駕駛艙操舟外，餘63人分置五船艙，經補給加足油、水，備妥每人兩日份乾糧及飲水，由海軍護送出港，於23時10分抵海峽中線處附近，在海軍目視下由該船自行駛返大陸。
為避免危險及困擾，除了少數開船的人留在甲板，其餘則被安排在船艙中，船艙以木條封住，但木條空隙相當大，手可伸出，從無「橫向豎向」封死及以「木頭重物」壓在船艙上。而且台方一向用三寸釘封艙。

#### 大陆方面表述
1990年7月21日，26名福建渔民乘坐“闽平渔5540号”渔船到台湾海峡与台湾渔民做小商品贸易活动，被台湾军警於台湾海岸上抓获。
1990年7月21日下午14时许，中華民國军警在宜兰县澳底，将63名渔民关进空间为2.8平方米至5.8平方米不等的四个船舱内，并命令13名船工用六寸长的全新圆钉将船舱顶盖钉死，然后令该船漂回福建沿岸，當晚便有第七艙的艙蓋被打開，而第五、六艙由于船舱空间狭小，缺氧缺水且闷热异常，其中两个船舱关押的35名渔民中，有25人相续被闷死，1名陷入昏迷状态。
唯一幸存者林里城事后称：“他们是被台湾军警用一寸多宽的透明胶纸绑住双手，一群全副武装的台湾军警用木棒把我们一个个硬赶下舱，一个身背冲锋枪的台湾军警，拿来一大包崭新的铁钉，强令船工把舱盖钉死。”林里诚还回忆道：“我们这么多人硬挤在一个小舱内，不到一个小时就口干舌燥、心如火燎，直感到人就像是要被闷死一样，虽然张大嘴巴拚命呼吸，仍是胸闷气短。为了活命我们曾拚命呼救，后又想用头顶开舱盖，有的用手拚命抠，但顶破了头，抠断了指甲，仍然无济于事，船行了一段时间后，我眼睁睁地看着一个60多岁的老人首先倒下去，接着又有其他人倒下。起初，我虽然侥幸地靠船舱隔板上一条小缝透进的一点空气勉强呼吸，但过不多久，我也什么都不知道了。”
1990年7月22日清晨，福建平潭县澳前镇光裕村渔民发现搁浅的“闽平渔5540号”渔船，撬开一块木板后，发现其中有数具尸体，立即报警。平潭县公安局在接到报案后迅速派出警察赶到现场，但由于中华民国军警将船舱木板钉得极牢，在场公安民警用扳手、木棍等工具足足撬了半个多小时才打开第五、六号船舱，发现了两个船舱中的25具尸体，并将昏迷的幸存者紧急送往医院抢救。而钉得尚不严密的另两舱的28名渔民则被警察解救，所幸无生命危险。
平潭县公安局法医经勘验鉴定后认为：尸体无致命的暴力损伤痕迹，呈暗紫红色的显著尸斑。尸体颜面青紫肿胀，眼皮红肿，眼睑膜淤血或充血。由于尸体系被发现在狭小、高温、湿度大、完全密封的船舱里，因而法医认定25名死者均系缺氧窒息死亡。

### 大陸方面反應
大陸的中國紅十字會发表声明表示：對於臺灣遣返偷渡客時發生撞船之不幸事件，深感遺憾，並以傳真信函致中華民國紅十字總會，請求提供此次撞船事件的相關資料，該會認為大陸方面始終希望我方在遣返偷渡客時，能確保大陸人民之安全，給予人道之待遇，不希望因此而影響兩岸關係的和諧發展。时任平潭县县长林文宝在接受传媒访问时表示：“海峡两岸人民是骨肉同胞，同胞之间应当相互来往，我们对台湾同胞向来是以礼相待，对他们的困难我们都尽力相助。但大陆到台湾的人却受到如此极不人道的对待，这实在令人愤慨。台湾当局必须严惩肇事者，认真处理好善后事宜，保证不再发生类似事件。”《人民日报》连续数日发表文章谴责台湾方面，要求严惩肇事者。新華社8月3日報道认为台灣方面處置嚴重不當，致使慘劇發生。
时任福州市委书记习近平决定专门抽调福州市公安机关、公安边防部队20多人组成工作组，前往平潭现场调查闽平渔5540号事件。福州市调查组其后将调查结果编成《閩平漁五五四○號調查報告》。并于8月20日由新華社發布。调查报告表示台灣方面「以極不人道的方式遣返」導致漁民缺氧致死。

### 台灣方面反應
事件發生後，台灣輿論為之譁然，中華民國監察院派遣四名監察委員前往大陸調查。境內新聞媒體也全力追蹤、採訪，甚至跨海訪問。台灣方面認為，新華社所說的六寸釘只有大陸漁船才用，此外新華社所說的駕船人數與船艙數目皆不符。
根據聯合報記者八月五日在平潭實地採訪結果，福州、平潭等地人都傳說這件慘案的發生，是因為平潭人與福州人在被遣返途中因爭奪漁船所有權造成。而中國時報記者八月十三日在福州的報導，也證實「閩平漁五五四○號」的部分罹難者家屬及生還者，已具狀向福州市公安局及福建省公安廳指控開船的林茂惠等十三人涉嫌蓄意謀殺，為爭奪漁船所有權而悶死廿五人。爭奪漁船所有權事件在台灣時有所聞。以大陸漁民的標準，老舊的漁船是很好的維生工具。甚至有偷渡客在偵訊時供稱，有些人參加偷渡真正的目的不是到台灣，而是利用遣返的機會搶船。
「如果出事，就真是我不殺伯仁，伯仁因我而死了」，宜蘭靖廬一位高級軍官表示。為避免類似不幸發生，政府對遣返方式加以檢討。並船、封艙方式均廢止，紅十字會也介入協助，不再單獨由軍方主導遣返作業。中華民國紅十字會秘書長陳長文表示，為保障偷渡客安全到對岸，政府原希望中華民國紅十字會與大陸紅十字會攜手，由紅十字會購買專艦，將遣返的大陸偷渡客，送到外島再由大陸紅十字會接走；或是由兩邊紅十字會的船隻在海峽中線進行交接，結果都因為大陸紅十字會興趣不高而未能定案。
臺灣警備總司令部發佈《〇七二一報告》，質疑新華社的報導顯與事實有極大出入，認定偷渡客死因應是械鬥，遣返作業並無不當。
警備總部為闡明清白，於8月13日在立法委員與新聞界的見證下派海軍護航遭遣返的漁船，不料又發生失蹤22人（陸稱死亡21人）的悲劇，即閩平漁5202號事件。

## 閩平漁5202號事件

### 經過

#### 台湾方面说法
有鑑於7月的閩平漁5540號事件，臺灣警備總司令部於1990年8月13日將大陸漁船「閩平漁5202號」裝載50名偷渡客後，在6位立委及新聞界的見證下，由海軍近岸偵搜巡邏船兩艘護航，自蘇澳啟航。豈料大陸漁船數度欲逃離控制，在基隆北方13海里處，漁船突然大角度左轉，国军海軍文山艦（PF-834）除以信號燈照射及廣播警告外，立即左轉停航避讓，但艦首仍撞及漁船的左舷船中部位，漁船斷裂成兩截，雖經中華民國海軍全力搜救，但僅救起29人，失蹤22人。

#### 获救人员说法
闽平渔5202号获救人员上岸后在中华民国国防部召开的记者会上情绪相当激动，强烈指责军方救援行动过于迟缓，在船被撞沉后，到了深夜12点多、拖延两小时才救人，造成21人失踪的惨剧。9月9日，29名生还者因不满中华民国政府拒绝调查事件真相，在台中靖庐里绝食抗议。

### 大陸方面反應
大陆民主党派民革中央刊文回顧當時情景：「惨案发生不久的8月13日下午，蛮横的台湾军舰又将我“闽平渔5202号”渔船撞沉，船身断为两截。船上21人当即死亡。台湾当局再次制造令人发指的流血事件……荷枪实弹、全副武装，背后有台湾国民党政府撑腰打气的军人，受台湾当局唆使，肆意拿我渔民出气以发泄对大陆的不满」。在“千案”处理过程中，大陆方面坚持两岸同胞一视同仁的立场，主持公道，以法办案，绝不姑息罪犯。而“闽平渔事件”发生后，台湾当局却一再胡搅蛮缠、推诿责任。凶手不但至今逍遥法外，而且竟然还受到台湾当局的嘉奖。另外“千案”发生后，台湾当局似乎对案情真相丝毫不感兴趣，而偏偏热衷于散布他们编造出来的所谓“疑点”，用以毒化两岸关系，为的是推动其“南向政策”和对“大陆热”降温目的。
陸方中国红十字会當時亦发表声明表达不满。

### 台灣方面反應
當時遣返福建渔民，再度成為台湾社會批評的焦點，咸認應檢討改進遣返之方式。總統李登輝對海難深為關切，同時也表示：「台湾民众应理解国军执行遣返大陆偷渡者的用意和执行任务的辛劳，给予他们所应得到的支持。」
時任行政院院長郝柏村指示國防部，將過去幾年遣返大陸偷渡民眾的情形、重要資料等盡速對外公佈，並邀請國際紅十字會派員分赴海峽兩岸調查，使這兩大海難發生的原因真相大白。經過調查之後，郝柏村認為，「閩平漁5202號是大陆渔船自己撞到军舰上的，因此不存在责任问题」。

## 金门协议
兩岸政府為防止前述兩次意外事件重演，乃透過紅十字會積極協調；海峽兩岸紅十字組織之代表，於1990年9月11日至12日，在金門進行為時兩日工作會談，就雙方參與見證其主管部門執行海上遣返事宜，達成「金門協議」。
|                                | 1. 遣返原則：應確保遣返作業，符合人道精神與安全便利的原則。 2. 遣返對象: 1. 遣反有關規定進入對方地區的居民（但因捕魚作業，遭遇緊急避風等不可抗力因素，必須暫入對方地區者，不在此限）； 2. 刑事嫌疑犯或刑事犯。 3. 遣返交接地點：雙方商定為馬尾-馬祖，但依被遣返人員的原居地分佈情況及氣候、海象等因素，雙方得協議另擇廈門一金門。 4. 遣返程序: 1. 一方將被遣返人員的有關資料通知對方，對方應於二十日內核查答覆，並按商定時間、地點遣返交接。如核查對象有疑問者，亦應通知對方，以便複查。 2. 遣返交接雙方均用紅十字會專用船，並由民用船隻在約定地點引導。遣返船、引導船均懸掛白底紅十字旗（不掛其他旗幟、不使用其他的標誌）。 3. 遣返交接時，應由雙方事先約定的代表二人，簽署交接見證書。 5. 其他：本協議書簽署後，雙方應儘速解決有關技術問題，以期在最短時間內付諸實施，如有未盡事宜，雙方得另行商訂。 |
| ——海峡两岸红十字会金门协议要点 | |

由於上述「金門協議」的簽訂，使以往單方、隱密進行的遣返作業，此後得以公開、雙方合作的方式進行，充分符合人道精神，免遭「黑箱作業」之譏，從此遣返作業邁向一個新的里程碑。 
兩岸簽訂「金門協議」後，兩岸官方人員透過雙方紅十字會組織之聯繫，正式合作辦理大陸偷渡犯之遣返事宜，使遣返作業更符合人道與安全的原則。自協議簽訂後在遣返過程中，未有任何人員傷亡之情事發生。 
依據歷年遣返數據，兩岸政府大體均依協議精神處理偷渡事件。

## 後續
儘管簽訂了協議，但雙方的論戰持續。
国立政治大学的统计指此後幾年，偷渡者持續增多，1993年達到5944人後開始大幅下降。
据《人民日报》统计，1990年至1994年5月，福建渔民遭金马守军枪炮打死46人，伤112人。1989年以来，台湾遣返大陆偷渡者闷死、撞船淹死46人；在大陆侧拦截抓扣大陆渔船223艘、渔民3160人，扣留其中20艘及生产设备，直接经济损失达1000万元人民币以上。
根据大陆媒体的报导，台灣方面的“反偷渡行动”甚至延伸到大陆一侧的近海渔业区。1991年9月1日下午，福建省平潭县闽平渔2004、2005号渔船在平潭县澳前镇东澳港276海区进行拖虾作业，因為遭到懷疑而遭台湾警察武装登船，執法過程中有人受傷。。

## 影视改编
- 國際橋牌社
- 閩江船事件

## 外部連結
- 人民网对“閩平漁5540號”事件的说明 （页面存档备份，存于）
- 1990年8月8日 中國來台偷渡客的遣返悲劇[永久]
- 台海钩沉：金门协议“五无协议” 达成六项共识[永久]
- 查緝大陸人民偷渡入臺之策略及其評估
- 金門協議的歷史定位及對金馬發展的影響／文:曹爾忠
- 金門協議：兩岸智慧典範
- 從金門協議到ECFA 兩岸走了20年